# Fuik (visserij)

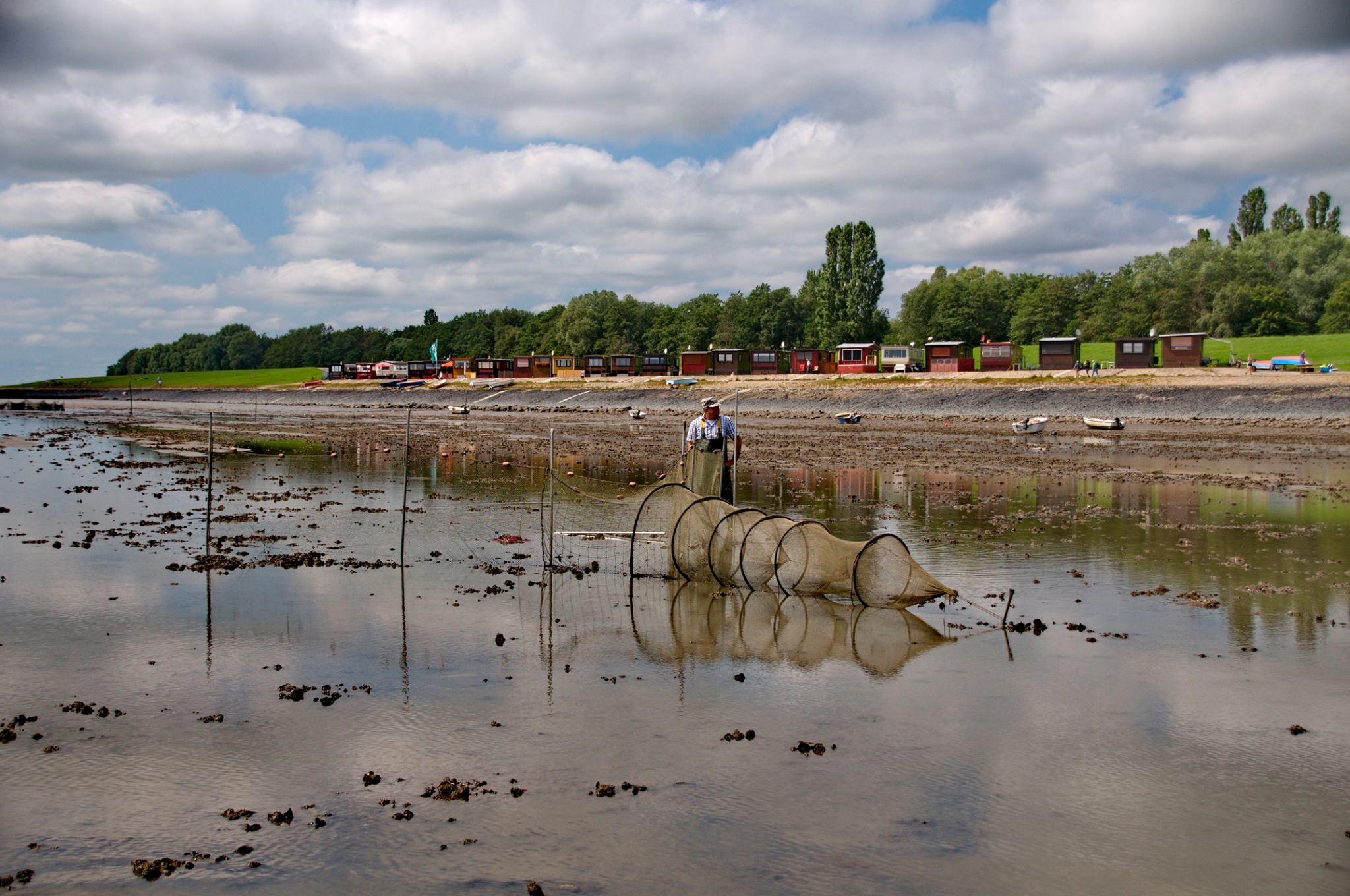
Fuik met twee vleugels

Een fuik in de visserij is een rond gebreid visnet dat aan enkele hoepels van telkens kleinere middellijn wordt gespannen en eindigt in een dichtgesnoerd kegelvormig deel. Binnen de fuik bevinden zich trechtervormige netten (keel, inkel of inkeling) die het terugzwemmen van de vis beletten.

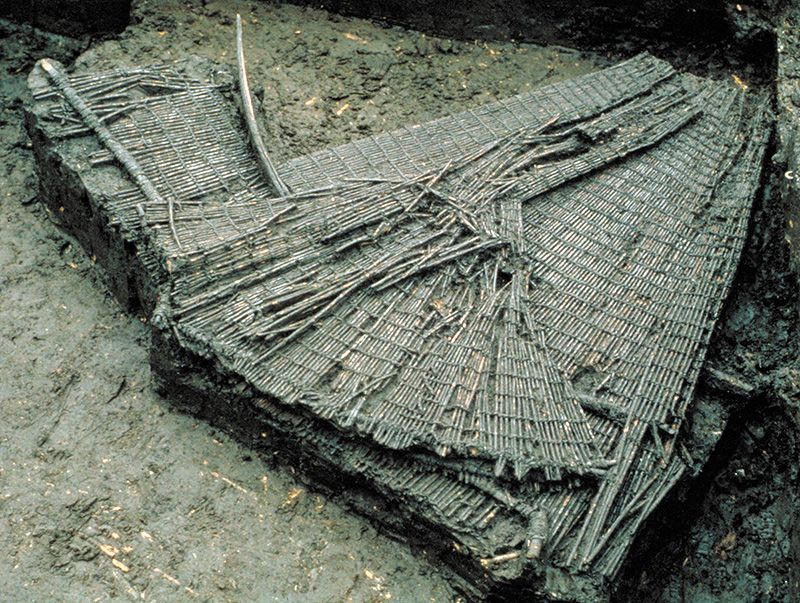
praehistorische visfuik

## Materiaal
De oudste fuiken die in het Nederlandse gebied zijn gevonden waren gevlochten van berkenbast of van dunne takken van in de omgeving beschikbare bomen. In dat gebied groeide veel stevig riet (bies, rus) dat eveneens geschikt was voor het maken van fuiken. Tot in negentiende eeuw werd ook gebruikgemaakt van henneptouw. Daarna kwamen de katoenen en zelfs zijden fuiken. Het maken van de vleugels werd omstreeks 1890 door de machinale productie goedkoper, maar het duurde tot in de jaren 1930 voordat de kegelvormige fuik door een machine kon worden geproduceerd. Vanaf omstreeks 1950 begon het produceren van netten en fuiken van kunstvezels als nylon, perlon en polyethyleen.

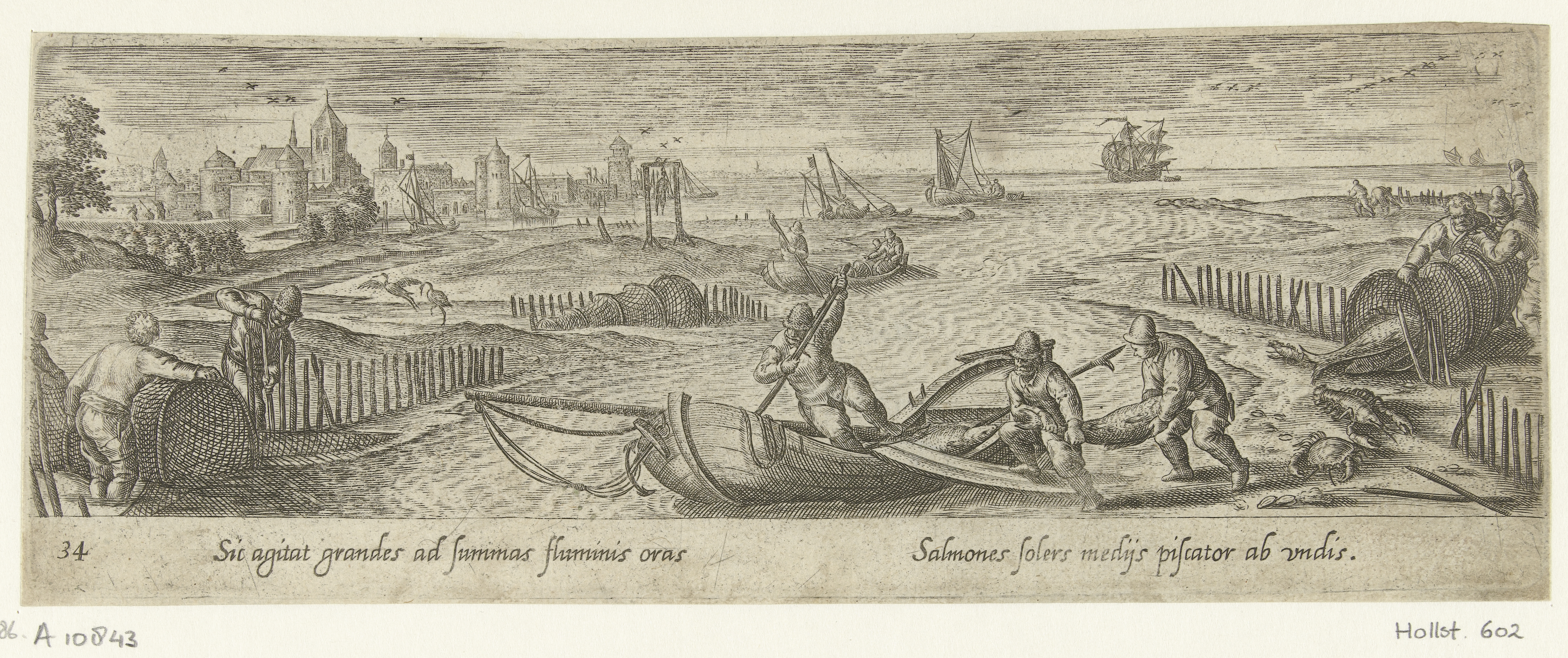
Visvangst met fuiken.
(Hans Bol 1582-1633)

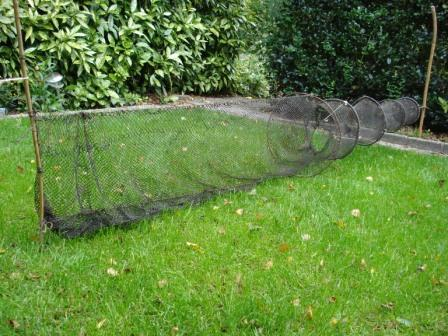
kleine aalfuik met één vleugel

## Vorm
Om de vissen naar de fuik te geleiden zijn verschillende systemen in gebruik of in gebruik geweest.

Vleugel- of wiekfuik

Aan de grootse hoepel bij de ingang worden één of twee rechthoekige netten bevestigd. Met de stokken aan de vleugels en een stok aan de dichtgesnoerde achterkant wordt de fuik strak getrokken.

Fuik met losse kub

De fuik bestaat uit twee delen: het lijf met drie hoepels en twee inkels en de kub met vier hoepels en één inkel. De voorste twee hoepels van de kub zitten dicht bij elkaar en daartussen wordt het snoer vastgemaakt dat aan het uiteinde van het lijf door de mazen is geregen.

Hok- of kamerfuik

De ruimte bij de vleugels wordt groter gemaakt door bijplaatsen van schutwant

Sluisfuik

Aan de grootste hoepel bij de ingang wordt een rondgebreid net bevestigd dat met een rechthoekig raamwerk voor de spuischuif van een sluisdeur wordt geplaatst.

Kubfuik

Een kleine fuik zonder vleugels of schutwant met minimaal twee inkels. De fuik wordt strak gehouden door twee stokken die langs de hoepels zijn bevestigd.

Schietfuiken

Schietfuiken hebben één vleugel en worden tot een rij aan elkaar gekoppeld. Tijdens het varen worden ze over boord gezet (uitschieten). De grootste hoepel heeft een afgeplatte onderkant zodat de fuik niet kantelt. De fuiken blijven op hun plaats door ze aan het begin en het eind en zo nodig ook op tussenliggende plaatsen te verzwaren. Dobbers met een vlaggetje die met een lijn aan de fuikenrij zijn verbonden markeren de plek van de schietfuiken.

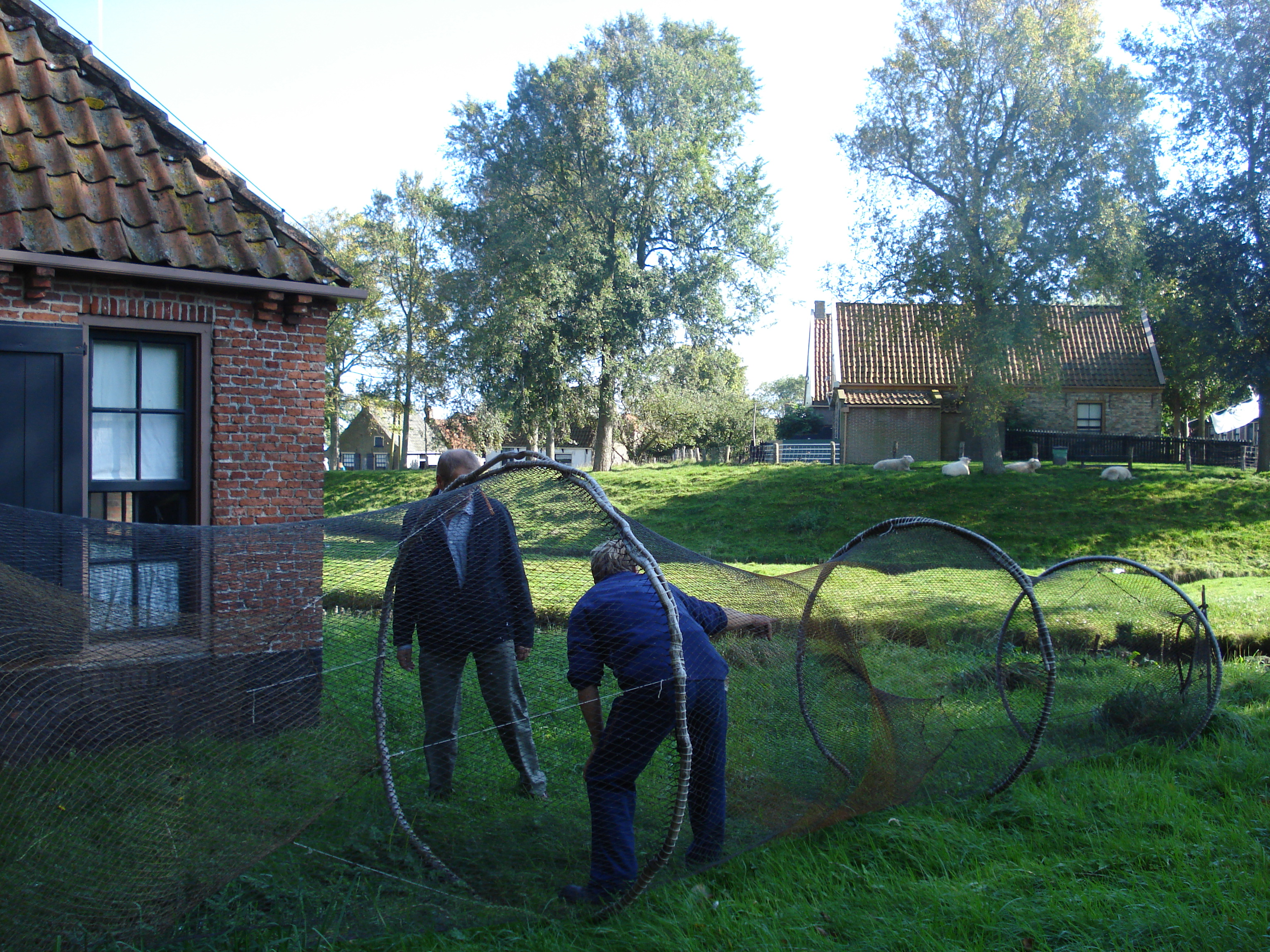
haringfuik uitgestald in het Openlucht Zuiderzeemuseum in Enkhuizen

## Gebruik naar soort vis
Het principe van de fuik is overal hetzelfde maar afhankelijk van de soort en de grootte van de vis die men wil vangen gebruikt men de daarbij passende maten van hoepels en mazen. Ook het aantal inkels varieert. Rond 1900 onderscheidde men o.a. aalfuik, zalmfuik, zeeltfuik, elftfuik, snoekfuik, haringfuik, spieringfuik, krabfuik en kreeftfuik. Sinds 1985 wordt er in het reglement voor de binnenvisserij alleen nog onderscheid gemaakt tussen visfuik (maaswijdte ten minste 45 mm) en aalfuik (maaswijdte ten hoogste 35 mm).

Selectief vissen is mogelijk door voor de ingang van de fuik een keerwant te plaatsen met grotere mazen dan die van de fuik zelf. Zo worden grote vissen en grote wolhandkrabben tegengehouden en ook vogels en zeehonden kunnen niet meer per ongeluk in de fuik belanden. Te kleine vissen kunnen de fuik weer verlaten door aan de achterkant van de fuik een ontsnappingsruifje aan te brengen. Dat is een ingebreid stukje netwerk met grotere mazen dan de fuik zelf.

## Figuurlijk gebruik
Als iemand stap voor stap in een situatie is geraakt waar hij niet eenvoudig meer uit kan komen:

We zijn in de fuik van de euro gezwommen en kunnen er niet zomaar uitstappen.

Als iemand aan de haal gaat met een voordeel waar een ander moeite voor heeft gedaan:

Hij heeft de fuik van een ander gelicht.

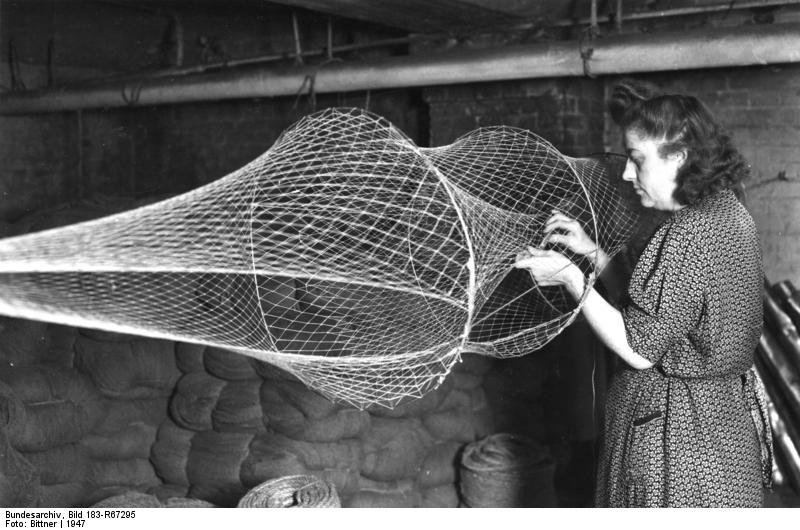
Repareren van een fuik (boeten)
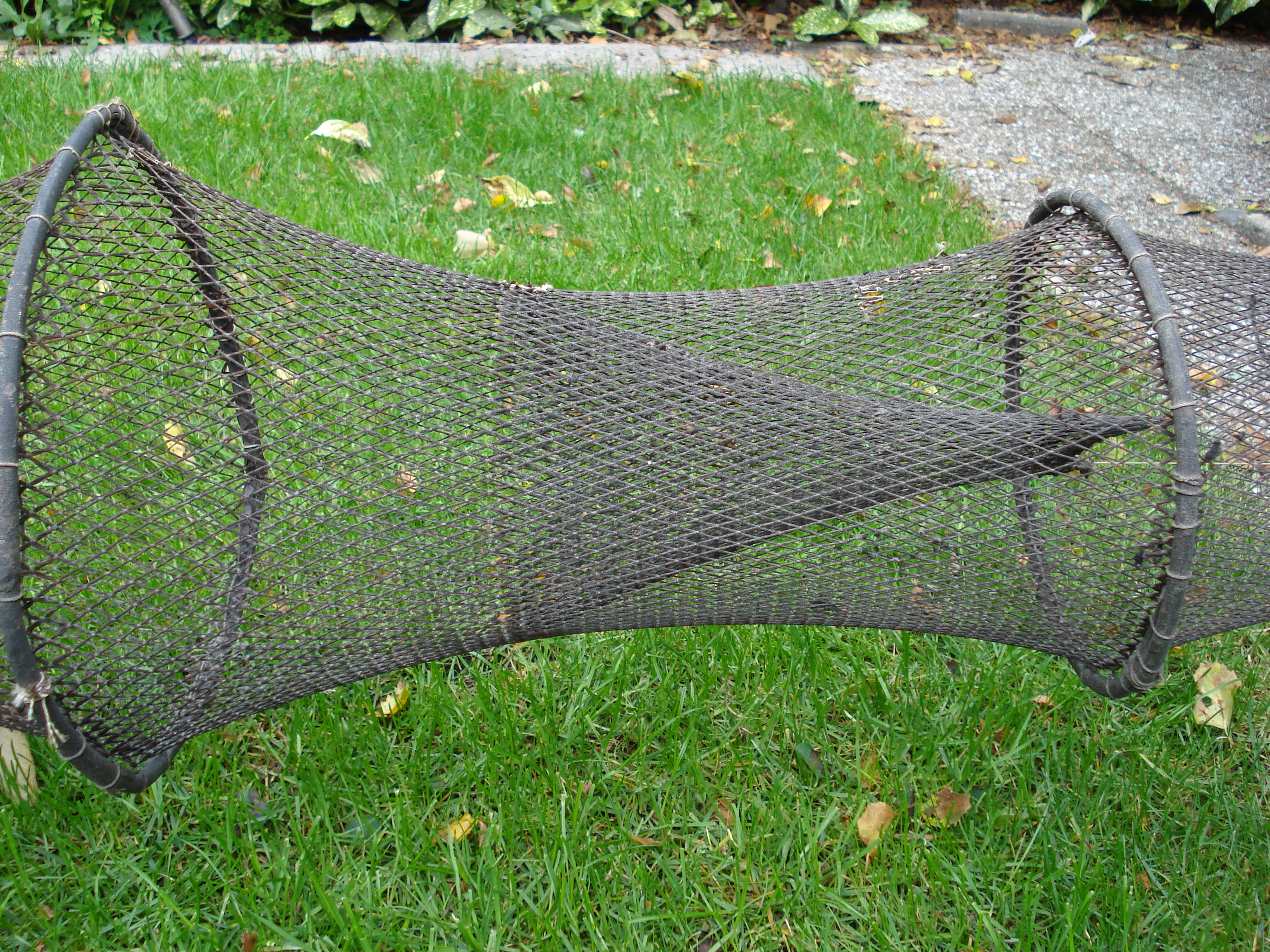
deel aalfuik met inkel
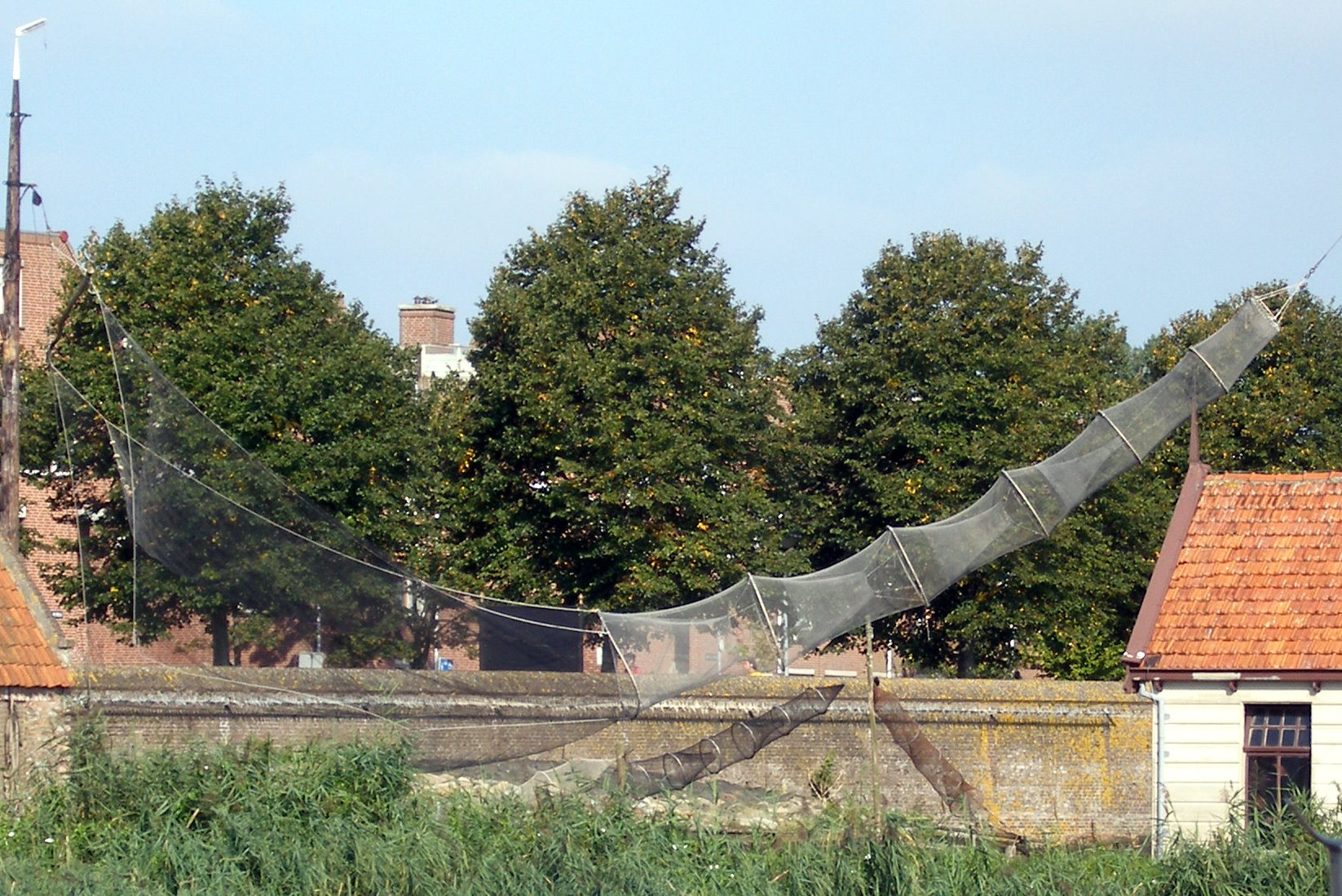
Fuik met twee vleugels hangt te drogen
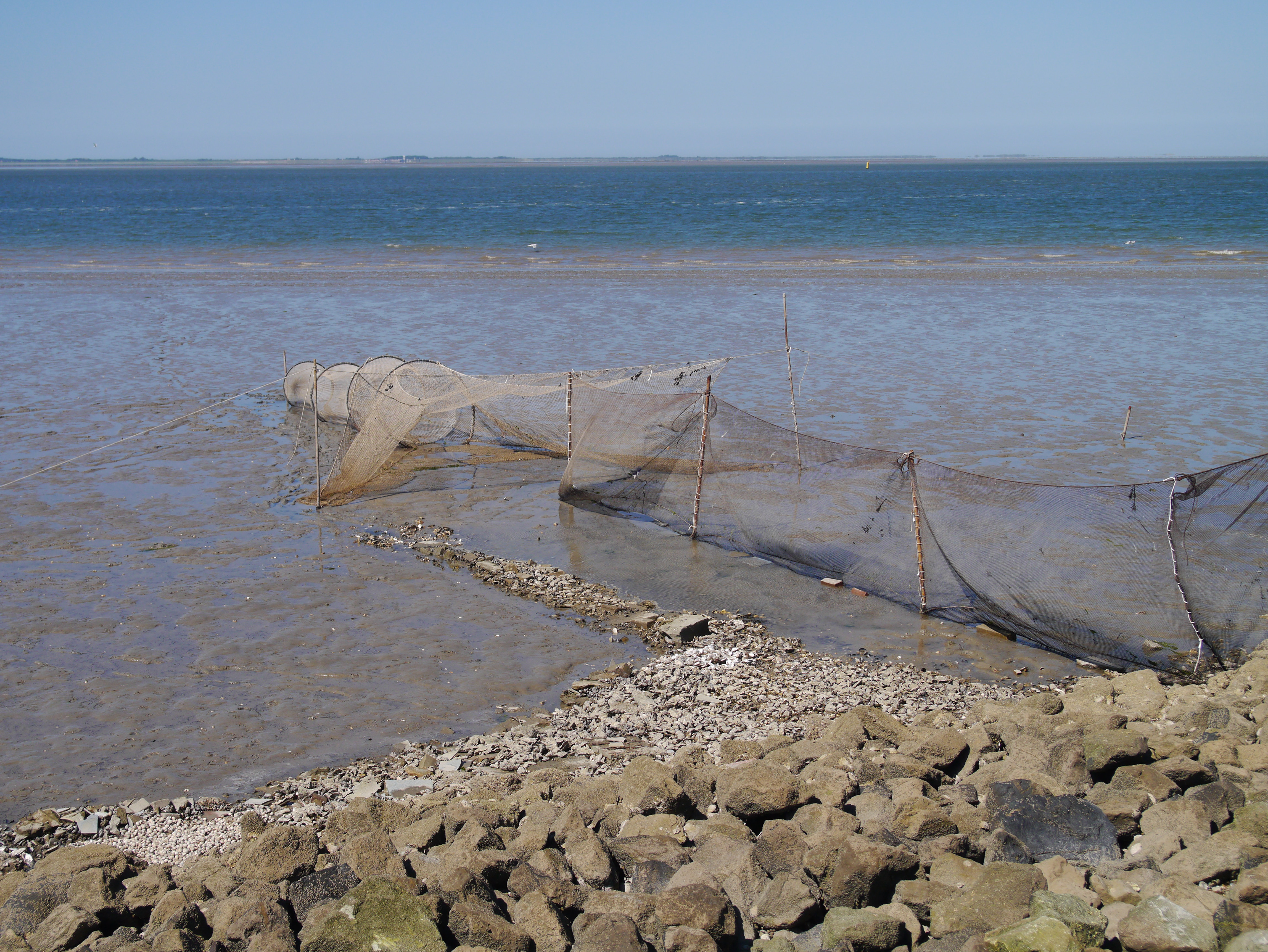
Fuik met twee vleugels en een stuk schutwant
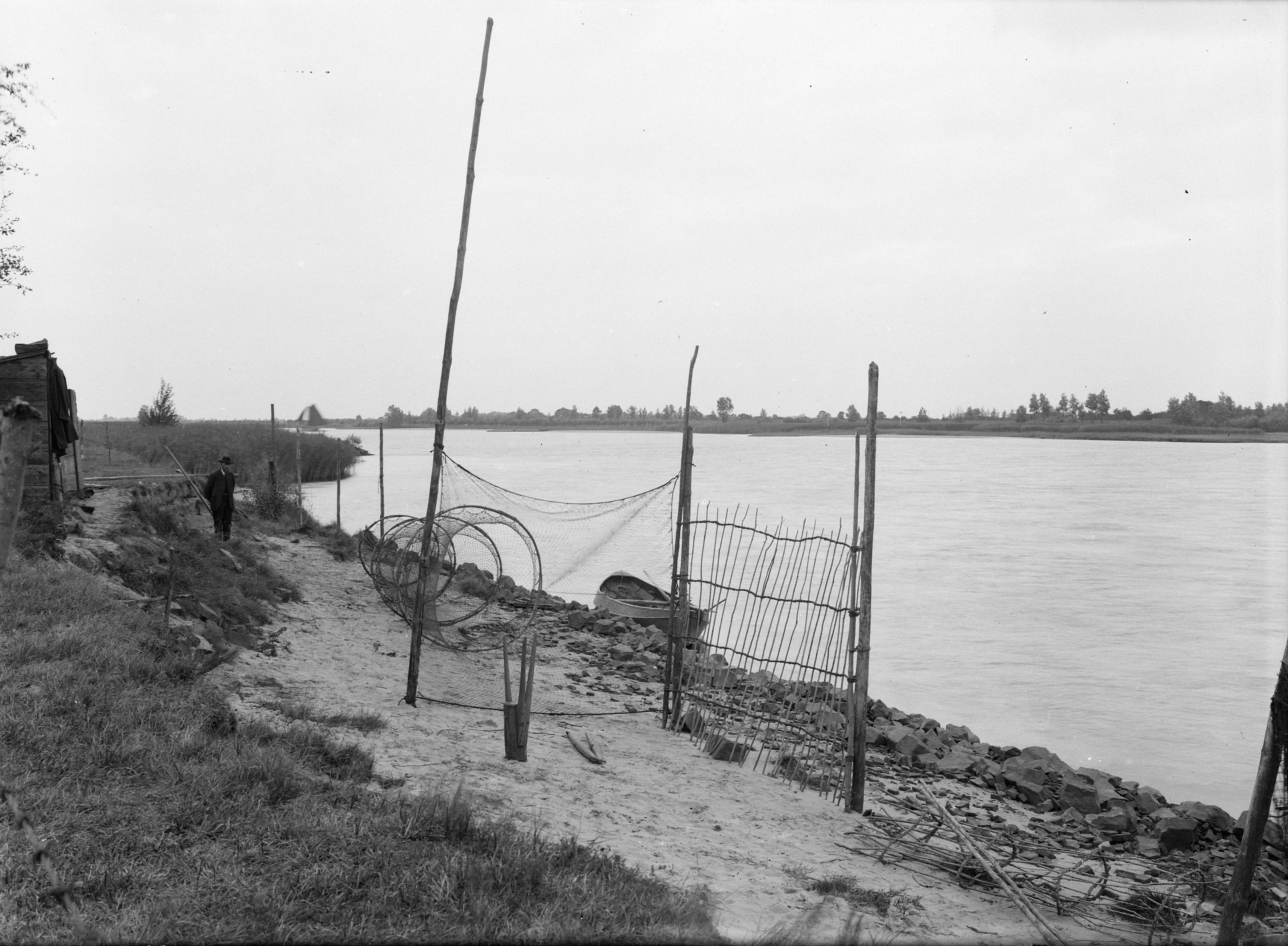
Zalmfuik
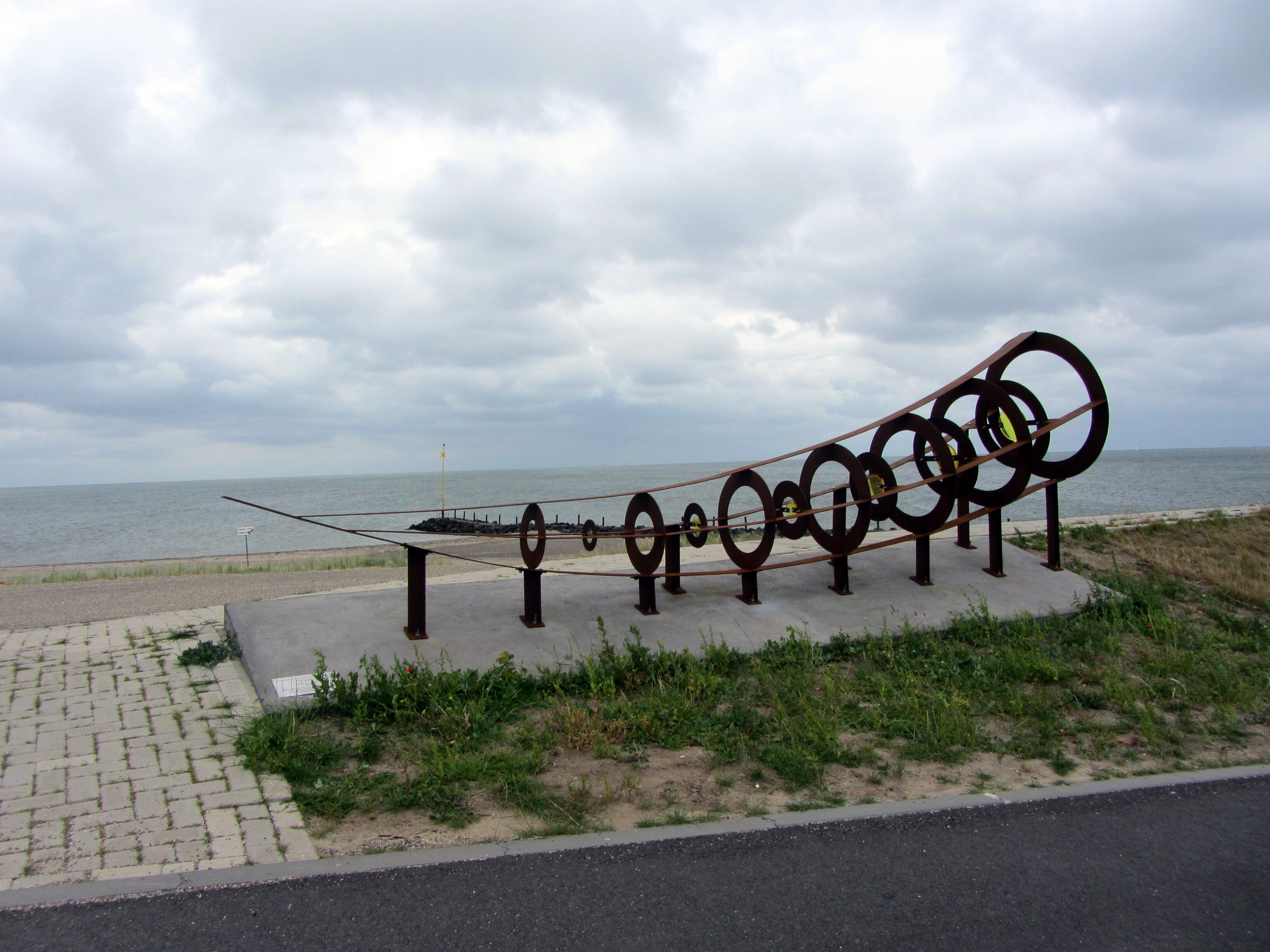
Kunstwerk De Fuik op Texel